# 降魔勇士
《降魔勇士》（英語：Conan the Adventurer）是由美国、加拿大与法国联合制作的以《蛮王柯南》中柯南形象为主角的动画电视连续剧，该小说由罗伯特·欧文·霍华德在20世纪30年代创作完成。本片由时差反应制作公司与霓虹制作公司联合制作完成，于1992年12月12日首播，并于1993年11月22日播毕。该动画系列由克里斯蒂·马克思开发并担任唯一故事编剧。
该系列的前13集是与格拉兹娱乐公司合作制作完成的；而剩下的剧集则是与AB制作公司（AB Productions）及吉恩·查洛平的C&D创意与发展公司（Créativité et Développement）合作完成。该系列还让孩之宝在1992年推出了一个小的玩具系列。《降魔勇士》的受欢迎情况要胜于同为蛮王柯南形象的另一部动画片《降魔小勇士》，后者只维持了13集的播出。